# Roelof Johannes van Pagée
Roelof Johannes van Pagée (5 april 1916 - Utrecht, 23 september 1994) was een Nederlands predikant van de Christelijke Gereformeerde Kerken.
Van Pagée begon in 1952 als gemeentepredikant in Maarssen, wat hij twee jaar bleef. Vervolgens was hij 22 jaar legerpredikant, de laatste jaren (vanaf 1971) als hoofdlegerpredikant. Hij ging in 1976 met emeritaat. Zijn grootste bekendheid verkreeg hij echter als voorganger van de Diensten met Belangstellenden in Amsterdam in tussen 1963 en 1978, eerst in de Pniëlkerk, later in de Spuikerk. Deze diensten waren bedoeld voor mensen die niet meer regelmatig in de kerk kwamen en werden goed bezocht, vaak wel door 1000 tot 1800 mensen. De bekende organist Piet van Egmond bespeelde dan het orgel.
Na zijn emeritaat publiceerde hij nog een viertal boekjes over het geloof:
- Op weg naar de nieuwe aarde (Kok, Kampen, 1982)
- Het gevecht met de profeet (Kok, Kampen, 1983)
- De verwarring van kwaad, schuld en lot (Kok, Kampen, 1985)
- De uitverkiezing (Kok, Kampen, 1989)

Van Pagée was ridder in de Orde van Oranje-Nassau en ridder in de Orde van de Nederlandse Leeuw.
- International Standard Name Identifier: 0000 0003 9553 5720
- Nederlandse Thesaurus van Auteursnamen: 068909160
- Virtual International Authority File: 290289653
- WorldCat: E39PBJmp7VxphgCrWD4KqvWqwC